# Сикура, Тиёмару
Тиёмару Сикура (яп. 志倉千代丸 Сикура Тиёмару, 3 июля 1970) — японский писатель, композитор, сценарист, музыкальный продюсер, разработчик видеоигр и предприниматель.
Известен, прежде всего, как создатель серии игр «Science Adventure». Президент CHIYOMARU STUDIO, председатель MAGES., директор Doki Doki Groove Works, Class Japan Academy и Dwango, бывший директор Kadokawa Dwango Gakuen School Corporation.

## Биография
Тиёмару родился 3 июля 1970 года в городе Тода, префектуры Сайтама в семье, где отец был лидером музыкальной группы, а старший брат — игровым продюсером. Тиёмару с детства занимался программированием на BASIC, но музыкой начал увлекаться позже. Под влиянием музыкального творчества группы BOØWY Сикура вошёл в состав школьной музыкальной группы как барабанщик и занялся написанием композиций. В дальнейшем он описывал свой стиль жизни так: «Программирование днём, а концерты ночью».
После окончания средней школы он устроился на работу в дочернюю компанию NEC Corporation и был назначен исследователем в проектную группу «ISDN», но более опытные сотрудники не захотели считаться с ним, что плохо сказывалось на работе, и спустя семь месяцев Сикура покинул компанию, начав работу в игровой индустрии. Пытаясь связать вместе навыки программирования и способности в музыке Тиёмару переходит в Human Corporation, где работает над многими игровыми проектами.
В 2005 году Тиёмару присоединяется к запуску компании 5pb., в которой избирается на пост президента и представительного директора. В 2011 году эта компания была преобразована в MAGES. До 2019 года он также работал в Kadokawa, но позже покинул эту должность в связи с изменением политики компании.